# بزرگ فکر کن و عالی عمل کن
در کسب‌وکار و در زندگی بزرگ فکر کن و عالی عمل کن کتابی غیرداستانی نوشتهٔ دونالد ترامپ، رئیس وقت سازمان ترامپ و بعدها رئیس‌جمهور ایالات متحده، و بیل زانکر، کارآفرین «لرنینگ آنکس» است که اولین بار در سال ۲۰۰۷ توسط انتشارات هارپرکالینز با جلد سخت منتشر شد. نسخهٔ دیگری متعاقباً در سال ۲۰۰۸ با عنوان بزرگ فکر کن: این را در کسب‌وکار و زندگی به واقعیت تبدیل کن به صورت جلد شومیز منتشر شد. ترامپ و زانکر پیش از نوشتن این کتاب، با هم فعالیت‌های تجاری مشترکی داشتند؛ شرکت زانکر به ترامپ کمک کرد تا در سراسر جهان سخنرانی‌های زیادی با مخاطبان گسترده داشته باشد.
ترامپ در کتاب بزرگ فکر کن و عالی عمل کن، به خواننده توصیه می‌کند که اهداف بزرگی برای خود تعیین کند و از هیلاری کلینتون، رقیب سیاسی آینده‌اش، به عنوان نمونه‌ای از موفقیت یاد می‌کند. ترامپ فصل «انتقام» را بر اهمیت تلافی‌جویی متمرکز می‌کند و به شرح دشمنی‌اش با روزی اودانل و انتقاد از مارک کیوبن می‌پردازد. زانکر، نویسندهٔ همکار او، تاریخچهٔ ترامپ با لرنینگ آنکس را شرح می‌دهد و می‌گوید شریک تجاری او مبلغ قابل توجهی از درآمد خود را به خیریه بخشیده است. ترامپ در مورد مشکلات بدهی خود با بانک‌ها در دههٔ ۱۹۹۰ صحبت می‌کند و از بانک‌ها به خاطر سرمایه‌گذاری نابخردانه با او انتقاد می‌کند. ترامپ این کتاب را در لری کینگ لایو، در مراسم اهدای پول نقد در شهر نیویورک و در سخنرانی در مدرسهٔ وارتون تبلیغ کرد. چاپ کتاب در سال ۲۰۰۷ با تیراژ ۴۰۰۰۰۰ نسخه بود. این کتاب که در سال ۲۰۰۷ به کتابی پرفروش تبدیل شد، در سال ۲۰۱۵ پرفروش‌ترین اثر در حوزهٔ امور مالی شخصی در آمازون بود.